# HMS Captain (1678)
La HMS Captain è stata un vascello di terza classe da 70 cannoni della Royal Navy britannica. Fu la prima di una serie di sette navi varate dalla Royal Navy denominata HMS Captain. Costruita nei cantieri Thomas Shish, venne varata nel 1678, secondo il programma di costruzione del 1677.

## Storia
Il 19 maggio 1692 partecipò alla Battaglia di Barfleur-La Hogue contro la flotta francese guidata dal Conte di Trouville. Il 30 giugno 1690 partecipò alla battaglia di Beachy Head, schierata nella retroguardia Anglo-olandese. Il 31 luglio 1718 prese parte alla battaglia di Capo Passero, nella quale la flotta britannica agli ordini dell'Ammiraglio George Byng sconfisse la flotta spagnola di Don Antonio de Gastaneta. Venne dismesso dal servizio e distrutto nel 1762.
La nave, dopo i rimaneggiamenti del 1708, in base alle nuove disposizioni del 1719, fu nuovamente sottoposta a rimaneggiamenti nel 1722, che ne mutarono parzialmente dimensioni e armamenti.